# Украинская национальная партия
Украинская национальная партия (укр. Українська Національна Партія) — недолго существовавшая политическая партия Поднепровской Украины. Образована в 1890-х годах. Была одной из первых неудачных попыток организовать социалистическую украинскую партию на подроссийской Украине. Является предшественницей Революционной украинской партии, образованной в 1900 году.
В конце 1890-х группа украинцев из Поднепровья выпустила в Галиции «Программу Украинской национальной партии». В ней были высказаны такие мысли: 

Из всех прав, которыми определяется каждый народ, легче всего и безвозвратно теряются права его сугубо национальные. Народ, денационализированный вроде второй народности, очень редко поднимает свой национальный флаг. Тем мы, как дети Украины, как сыны своего народа, являемся националами и перед всем заботимся о том, чтобы дать своему народу волю национальную. Скоро Украина добудет эту волю, содержание национального флага само собой переменится, потому что человечность поступает, и пожизненные идеалы чередуются. Мы должны работать в духе такого идеала человеческого строя, в котором нет места господствующей нации и нации подвластной, а украинская нация в ряд со всякой второй пользуется одинаково разным правом. Поэтому  мы должны быть полными приклонниками федеративного строя в тех государствах, с которыми соединена украинская земля.Оригинальный текст (укр.)З усіх прав, якими визначається кожний нарід, найлегше і безповоротно втрачаються права його суто національні. Нарід, денаціоналізований на кшталт другої народности, дуже рідко піднімає свій національний прапор. Тим ми, як діти України, як сини свого народу, єсьмо націоналами і перед усім дбаємо о те, щоб дати свойому народові волю національну. Скоро Україна добуде цю волю, зміст національного прапора сам собою переміниться, бо людськість поступає, і довічні ідеали чергуються. Мусимо працювати в дусі такого ідеалу людського ладу, в якому немає місця нації пануючій і нації підвладній, а українська нація в ряд з усякою другою користується однаково рівним правом. Через те ми маємо бути цілковитими приклонниками федеративного ладу в тих державах, з якими з'єднана українська земля.

Далее эта программа обращается к делам общественно-политических, отмечает, что Украина — это «край крестьянский», и делает вывод: «Мы должны заботиться преимущественно о судьбе этой заброшенной большинства и поэтому мы должны быть в делах социальных прежде всего демократами».